# ...All This Time
| Recensione    | Giudizio     |
| ------------- | ------------ |
| AllMusic      |              |
| Jam!          | (Favorevole) |
| Rolling Stone |              |

...All This Time è un album dal vivo del cantante britannico Sting, registrato l'11 settembre 2001. Il live racchiude il concerto privato tenuto dal cantante nella sua villa italiana (Villa Il Palagio) di fronte ad un pubblico selezionato tratto dal suo fan club. L'esibizione contiene classici di Sting solista e alcuni pezzi dei Police. L'album prende il nome dalla canzone All This Time contenuta nell'album The Soul Cages del 1991.
Con il CD è incluso un DVD video, comprendente una lista parzialmente differente di canzoni, tre tracce bonus, interviste e dietro le quinte.

## Il disco
Nell'intenzione di mettere insieme un concerto a casa sua davanti a pochi ospiti speciali, Sting arruolò un gruppo di musicisti per suonare insieme a lui. Gli eventi che portarono alla notte dell'esibizione sono stati filmati, 
e tra questi gli attentati dell'11 settembre 2001 a New York che si verificarono il giorno stesso del concerto, con il gruppo assemblato che venne reso a conoscenza della tragedia.
(Sting)
Il calore e l'accoglienza del pubblico durante Fragile, ha poi convinto Sting ad eseguire il concerto per intero, come originariamente previsto. Il cantante ha comunque sottolineato nel documentario inserito nel DVD che il tono della serata si è rivelato molto diverso da come era stato originariamente pianificato.
Il concerto avrebbe anche dovuto essere trasmesso integralmente in diretta via Internet, ma alla fine si decise di mandare in onda solo Fragile, preceduta da un commosso e sommesso annuncio di Sting in omaggio alle vittime dell'attentato.
La performance di Desert Rose con il cantante algerino Cheb Mami è stata tagliata dalla pubblicazione finale per via delle circostanze dovute agli atti terroristici musulmani a danno degli americani.

### Dedica
A seguito dei tragici eventi, il concerto è stato dedicato a coloro che hanno perso la vita il giorno dell'11 settembre. All'interno del libretto del CD, sulla prima pagina, Sting ha voluto scrivere:
Subito dopo questa dedica, è stato trascritto il testo integrale di Fragile; dell'intero elenco dei brani inseriti nel CD, solo le liriche di Fragile sono state inserite nel libretto.

## Tracce
Tutte le canzoni sono state composte da Sting eccetto dove indicato.

### CD
1. Fragile – 4:35
2. A Thousand Years – 3:02 (Kipper, Sting)
3. Perfect Love... Gone Wrong – 4:11
4. All This Time – 5:20
5. Seven Days – 4:39 – solo nell'edizione giapponese
6. The Hounds of Winter – 4:29
7. Mad About You – 3:39 – non inclusa nella versione statunitense
8. Don't Stand So Close to Me – 2:15
9. When We Dance – 4:52
10. Dienda – 3:12 (Kenny Kirkland, Sting)
11. Roxanne – 3:36
12. If You Love Somebody Set Them Free – 4:57
13. Brand New Day – 4:46
14. Fields of Gold – 3:50
15. Moon over Bourbon Street – 2:55
16. If I Ever Lose My Faith in You – 4:31
17. Shape of My Heart – 2:06 (Sting, Dominic Miller) – solo nell'edizione britannica e giapponese
18. Every Breath You Take – 5:04

### DVD
1. Fragile
2. A Thousand Years
3. Perfect Love... Gone Wrong
4. All This Time
5. Seven Days
6. The Hounds of Winter
7. Don't Stand So Close to Me
8. When We Dance
9. Dienda
10. Roxanne
11. If You Love Somebody Set Them Free
12. Brand New Day
13. Fields of Gold
14. Moon Over Bourbon Street
15. Shape of My Heart
16. If I Ever Lose My Faith In You
17. Every Breath You Take

Tracce bonus DVD
1. Every Little Thing She Does Is Magic
2. Fill Her Up
3. Englishman in New York

È inoltre incluso un documentario dietro le quinte e alcune interviste che spiegano la realizzazione del concerto.

## Formazione
- Sting – canto, basso e chitarra acustica
- Dominic Miller – chitarre
- Christian McBride – contrabbasso
- Manu Katché – batteria
- Jason Rebello – pianoforte, tastiere
- Marcos Suzano – percussioni
- Kipper – programmazione, tastiere
- Chris Botti – tromba
- Clark Gayton – trombone
- Jacques Morelenbaum – violoncello
- B.J. Cole – pedal steel guitar
- Janice Pendarvis – cori
- Katreese Barnes – cori
- Jeff Young – cori e organo Hammond
- Cheb Mami – voce (in Desert Rose)
- Haoua Abdenacer – darabouka (in Mad About You e Desert Rose)

### Produzione
- Kipper e Sting – produzione
- Simon Osborne – registrazione e missaggio
- Donal Hodgson – ingegneria del suono e Pro Tools
- Hopps – ingegneria del suono (assistente), Il Palagio
- Stefano Marchioni – ingegneria del suono (assistente), Fonoprint Studios
- Chris Blair – mastering

## Classifiche

### Classifiche settimanali
| Classifica (2001/02) | Posizione massima |
| -------------------- | ----------------- |
| Austria              | 10                |
| Belgio (Fiandre)     | 22                |
| Belgio (Vallonia)    | 16                |
| Canada               | 10                |
| Danimarca            | 29                |
| Finlandia            | 7                 |
| Francia              | 3                 |
| Germania             | 5                 |
| Irlanda              | 9                 |
| Italia               | 4                 |
| Norvegia             | 17                |
| Nuova Zelanda        | 21                |
| Paesi Bassi          | 12                |
| Polonia              | 3                 |
| Regno Unito          | 3                 |
| Stati Uniti          | 32                |
| Svezia               | 29                |
| Svizzera             | 10                |

### Classifiche di fine anno
| Classifica (2001) | Posizione |
| ----------------- | --------- |
| Italia            | 39        |
| Paesi Bassi       | 98        |
| Regno Unito       | 68        |
| Svizzera          | 89        |